# Craig Johnson (réalisateur)
Pour les articles homonymes, voir Craig Johnson (homonymie).
Craig Johnson est un réalisateur américain

## Filmographie
- 2017 : Wilson